# Croydon North (circonscription britannique)
Pour les articles homonymes, voir Croydon North, Croydon (homonymie) et North.
Circonscription parlementaire de la Chambre des communes
La circonscription de Croydon North est une circonscription électorale anglaise située dans le Grand Londres, et représentée à la Chambre des communes du Parlement britannique depuis 2012 par Steve Reed du Parti travailliste.

## Géographie
La circonscription comprend :
- Le nord du Borough londonien de Croydon
  - Le quartier de Thornton Heath, Norbury, Selhurst, South Norwood et Upper Norwood

## Députés
Les Members of Parliament (MPs) de la circonscription sont :
1918-1955
| Législature                                            | Années    | Député        | Député         | Parti        |
| ------------------------------------------------------ | --------- | ------------- | -------------- | ------------ |
| Croydon North                                          |           |               |                |              |
| 31e                                                    | 1918–1922 |               | George Borwick | Conservateur |
| 32e                                                    | 1922–1923 | Glyn Mason    |                | Conservateur |
| 33e                                                    | 1923–1924 | Glyn Mason    |                | Conservateur |
| 34e                                                    | 1924–1929 | Glyn Mason    |                | Conservateur |
| 35e                                                    | 1929–1931 | Glyn Mason    |                | Conservateur |
| 36e                                                    | 1931–1935 | Glyn Mason    |                | Conservateur |
| 37e                                                    | 1935–1940 | Glyn Mason    |                | Conservateur |
| 37e                                                    | 1940-1945 | Henry Willink |                | Conservateur |
| 38e                                                    | 1945–1948 | Henry Willink |                | Conservateur |
| 38e                                                    | 1948-1950 | Fred Harris   |                | Conservateur |
| 39e                                                    | 1950–1951 | Fred Harris   |                | Conservateur |
| 40e                                                    | 1951–1955 | Fred Harris   |                | Conservateur |
| Remplacée par Croydon North East et Croydon North West |           |               |                |              |

Depuis 1997
| Législature                                         | Années       | Député     | Député        | Parti        |
| --------------------------------------------------- | ------------ | ---------- | ------------- | ------------ |
| Recréée de Croydon North East et Croydon North West |              |            |               |              |
| 52e                                                 | 1997–2001    |            | Malcolm Wicks | Travailliste |
| 53e                                                 | 2001–2005    |            | Malcolm Wicks | Travailliste |
| 54e                                                 | 2005–2010    |            | Malcolm Wicks | Travailliste |
| 55e                                                 | 2010–2012    |            | Malcolm Wicks | Travailliste |
| 55e                                                 | 2012-2015    | Steve Reed |               | Travailliste |
| 56e                                                 | 2015–2017    | Steve Reed |               | Travailliste |
| 57e                                                 | 2017–2019    | Steve Reed |               | Travailliste |
| 58e                                                 | 2019–Présent | Steve Reed |               | Travailliste |